# WASP-94
Désignations
WASP-94 A : 2MASS J20550794-3408079, TIC 92352620, TOI-107

WASP-94 est un système stellaire et planétaire de la constellation australe du Microscope, situé à environ ∼ 690 a.l. (∼ 212 pc) de la Terre. Il est constitué de deux étoiles formant une binaire à grande séparation et autour de chacune desquelles orbite une planète géante.

## Le système

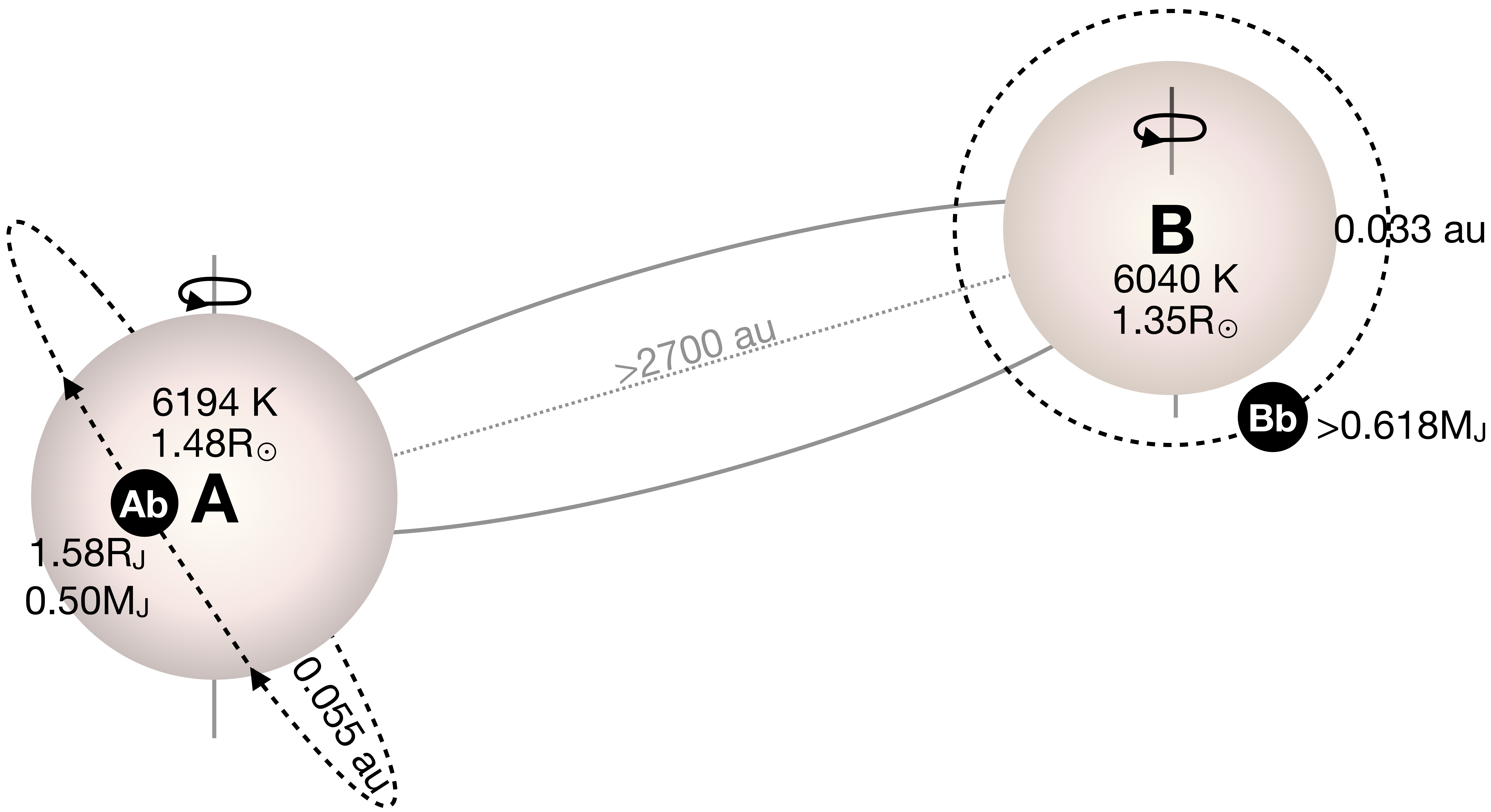
Diagramme du système WASP-94.

WASP-94 A et B sont séparés d'une distance angulaire de 15 secondes d'arc, soit une distance projetée de 2700 unités astronomiques.

### WASP-94 A
WASP-94 A est autrement nommé 2MASS 20550794-3408079. Il s'agit d'une étoile de type spectral F8. Sa planète, WASP-94 Ab, est un Jupiter chaud dont le rayon est 1,72 +/- 0,06 fois celui de Jupiter et la masse 0,452 +/- 0,034 fois celle de Jupiter. Sa période orbitale est de 3,95 jours. L'effet Rossiter-McLaughlin dû au transit de cette planète a été clairement détecté et la mesure de l'angle spin-orbite montre que la planète a une orbite rétrograde.

### WASP-94 B
WASP-94 B est autrement nommé 2MASS 20550915-3408078. Il s'agit d'une étoile de type spectral F9, très similaire à WASP-94 Aa bien que très légèrement plus petite. Sa planète, WASP-94 Bb est un autre Jupiter chaud dont la masse minimale est 0,618 +/- 0,028 fois celle de Jupiter. Sa période orbitale est de 2,008 jours.